# Festival Dinagyang

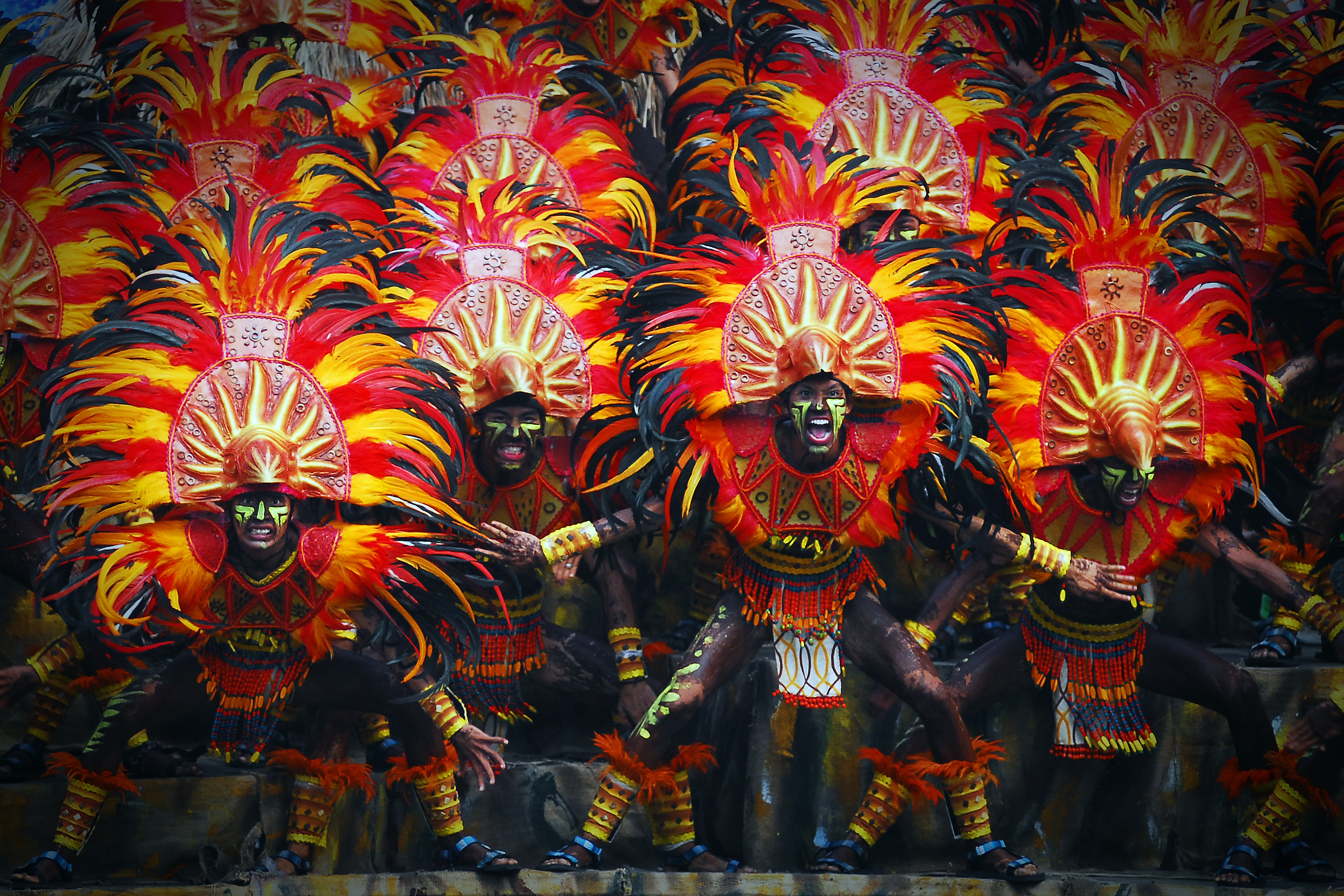
Festival Dinagyang em 2013.

O Festival Dinagyang é um famoso e religioso festival cultural na Cidade de Iloilo, nas Filipinas, realizado no quarto domingo de janeiro, ou logo após os festivais de Sinulog, em Cebu, e o Ati-Atihan, em Kalibo. Dinagyang também foi eleito o melhor evento de turismo três vezes seguidas entre vários outros festivais nas Filipinas. É também o festival mais premiado do país por causa de seu legado, popularidade e inovação. Dinagyang recebeu homenagens e foi considerado um Festival de Classe Mundial e apelidado de "rainha de todos os festivais" nas Filipinas.

## História
O Dinagyang começou depois que o reverendo padre Ambrosio Galindez, o primeiro reitor filipino da Comunidade Agostiniana e Pároco da Paróquia de San José introduziu a devoção a Santo Niño em novembro de 1967 depois de observar o Festival Ati-Atihan na província de Aklan. Em 1968, uma réplica da imagem original do Santo Niño de Cebu foi trazida para Iloilo pelo padre Sulpicio Enderez.
Dinagyang foi eleito o melhor evento de turismo das Filipinas em 2006, 2007 e 2008 pela Associação de Oficiais de Turismo das Filipinas. É um dos poucos festivais no mundo a obter o apoio das Nações Unidas para a promoção dos Objetivos de Desenvolvimento do Milênio e citado pelo Banco Asiático de Desenvolvimento como Melhores Práticas sobre o governo, o setor privado e as cooperativas de ONGs.

## Celebração
O Festival Dinagyang é dividido em três grandes eventos realizados anualmente a cada quatro finais de semana de janeiro: Ati Tribe Competition (realizado em um domingo), Dagyang sa Calle Real (realizado em um sábado antes do evento principal no dia seguinte, a competição Ati Tribe) e o Miss Iloilo Dinagyang (que é realizado na semana dos principais destaques do Festival Dinagyang).

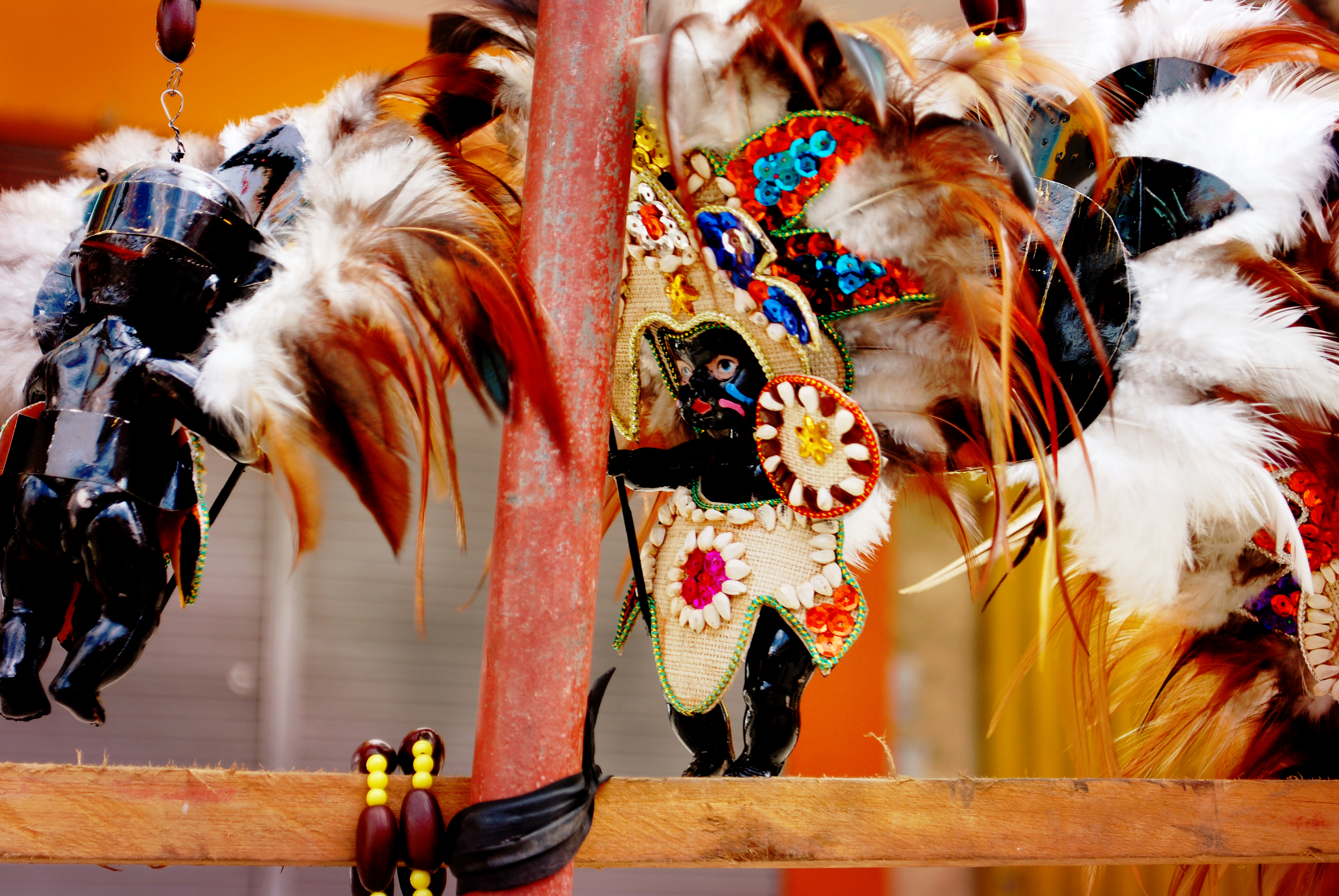
Vendas de acessórios no Dinagyang em 2009

Como atração adicional ao concurso Ati Tribe, o concurso da Kasadyahan Cultural foi adicionado no festival entre 1980 e 2019 para mostrar os talentos dos alunos, bem como a rica herança cultural da província de Iloilo. Nos primeiros anos deste evento, escolas de várias cidades da província participam desta competição, mas nos últimos tempos, a competição cultural confinada apenas na província tornou-se um escopo regional aceitando inscrições de outras províncias da região mostrando o melhor do patrimônio cultural e histórico das Vissaias Ocidentais.